# Jean de Montauban (Admiral)
Jean de Montauban (* 1412; † Mai 1466 in Tours), Chevalier, Militär und Diplomat, wurde am 8. Oktober 1461 zum Admiral von Frankreich ernannt.
Er war Sire de Montauban, Seigneur de Romilly, de Marigny et de Landal.

## Leben
Jean de Montauban war der Sohn von Guillaume de Montauban († 1432) und seiner zweiten Frau Bonne Visconti (Tochter von Carlo Visconti, Herr von Parma, und Béatrice d’Armagnac, Enkelin von Bernabò Visconti).
Er war dem Hof des französischen Königs zugeteilt und wurde im Jahr 1447 zum Marschall der Bretagne ernannt. 1451 trat er zurück, um Kammerherr König Karls VII. zu werden. Unter Ludwig XI., dessen Freund und Mitarbeiter er war, wurde er Bailli des Contentin, 1461 Grand Maître er Réformateur des Eaux et Forêts und Admiral von Frankreich, sowie 1463 Botschafter in Kastilien und Gouverneur von La Rochelle. 1464 sandte Ludwig XI. ihn nach Mailand, um die Ratifizierung des Friedens- und Bündnisvertrags zwischen Herzog Francesco I. Sforza und dem König von Frankreich abzuschließen.
Er verfasste am 18. April 1466 sein Testament und starb im Mai des gleichen Jahres in Tours. Beigesetzt wurde er im Karmelitenkloster, das sein Vater in Dol gegründet hatte, und dem er 20 Jahre lang jährlich 100 Écu zahlen ließ, um den Bau des Klosters zu vollenden.
Jean de Montauban heiratete um 1440 Anne de Kerenrais, Dame de Kerenrais et de la Rigaudière († 1499), einzige Tochter von Eon, Seigneur de Kerenrais, und kinderlose Witwe von Olivier, Vicomte de Coëtmen.
Seine einzige Tochter Marie de Montauban heiratete in erster Ehe Louis II. de Rohan, Seigneur de Guémené († 1457), und in zweiter Ehe 1464 Georges II. de La Trémoille. Nachdem sie ihren ersten Ehemann vergiftet und zweiten Ehemann zu ermorden versucht hatte, wurde sie 1471 dazu verurteilt, „an einem sicheren Ort eingesperrt und eingemauert“ zu werden.